# Gen champagne
El gen champagne és el causant d'alguns pelatges diluïts relativament rars en els cavalls: els pelatges diluïts champagne. Es tracta d'un gen dominant simple. La denominació de "champagne" prové del nom d'un cavall nascut el 1969 : Champagne Lady Diane. A partir d'aquest cavall començaren les recerques sobre una dilució fins aleshores ignorada i que tot sembla indicar que era molt més antiga.

## Pelatges diluïts champagne

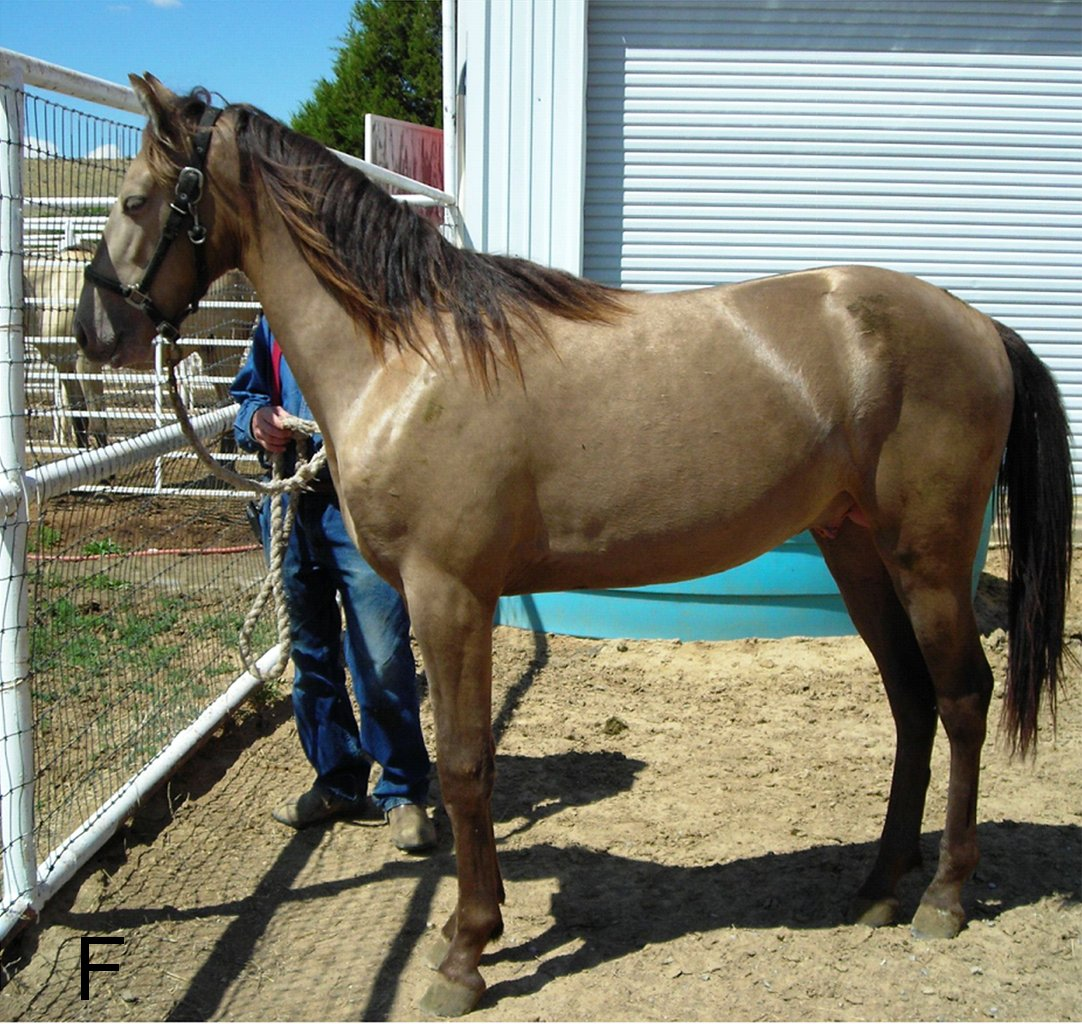
Cavall negre-champagne, "Classic champagne" en anglès.

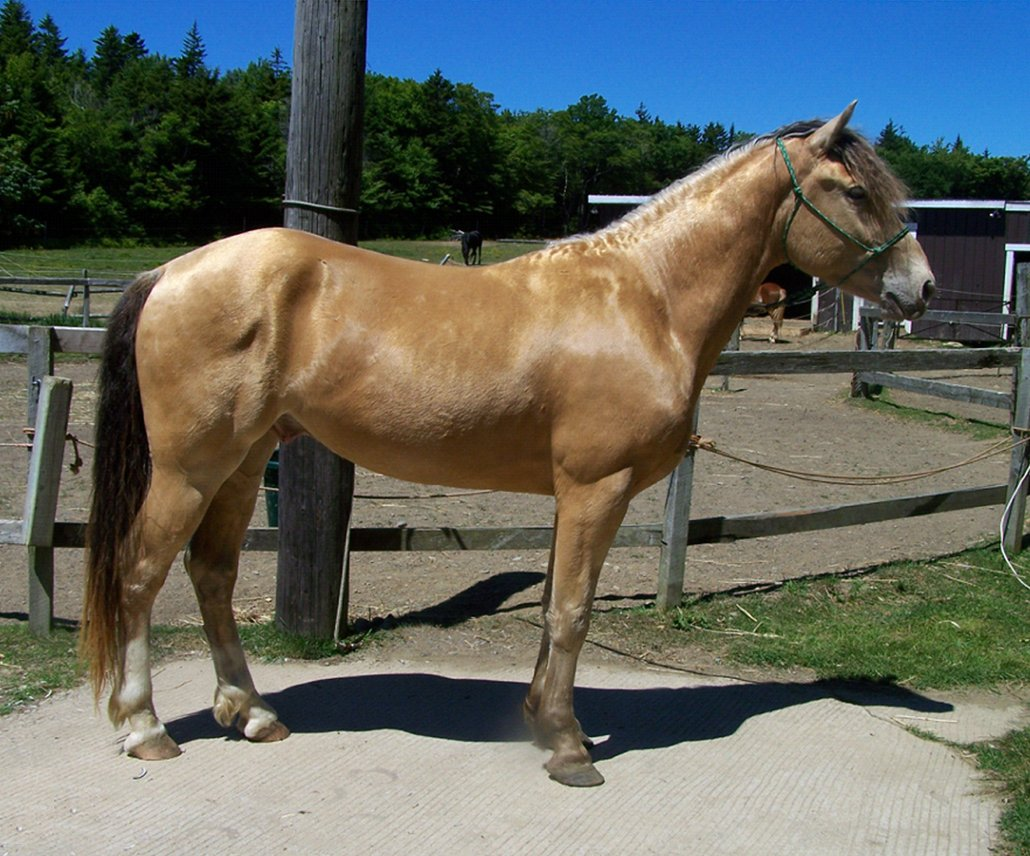
Cavall castany-champagne, "Amber champagne" en anglès.

El gen champagne és dominant simple. Es representa per Ch. Una còpia (Ch)o dues (ChCh) provoquen els mateixos efectes. S'indica Ch_. La dilució afecta la pell, els ulls i el pelatge. El pigment negre es dilueix a una tonalitat xocolata. El pigment roig esdevé daurat. Cada pelatge bàsic, quan és afectat per un o dos al·lels champagne, es dilueix seguint les directrius anteriors.
El negre-champagne o champagne en negre ("Classic champagne" en anglès), genèticament negre+Ch_, té un pelatge xocolata amb cua i crinera més fosques. Les potes acostumen a tenir els extrems inferiors també més foscos.
El bru-champagne o champagne sobre bru ("Sable champagne" en anglès), bru+Ch_, s'assembla molt al negre-champagne. Sovint cal una anàlisi genètica per a confirmar si el pelatge és negre-champagne o bru-champagne.
El castany-champagne o champagne-castany ("Amber champagne" en anglès), castany+Ch_, té el cos daurat i cua i crinera de color xocolata.
El roig-champagne o champagne en roig ("Gold champagne" en anglès) té el pelatge daurat. la cua i la crinera poden ser blanques o de color semblant als pèls del cos.

## Pell, ulls i unglots dels diluïts champagne
El color de la pell és, en els cavalls adults, la característica més distintiva dels pelatges champagne. La pell champagne és pigada però de manera molt particular. El pigat està format per pigues fosques petites i nombroses. La tonalitat d'aquestes pigues pot ser porpra. (Per comparació, el pigat dels cavalls clapats-lleopard és molt diferent. En aquest darrer cas el pigat està format per àrees pigmentades i despigmentades de pell fosca i rosada respectivament). En els pollins i poltres la pell és rosada i els ulls blaus o blau-verds. Amb el temps la pell s'enfosqueix i es torna pigada, mentre que els ulls passen a una tonalitat ambre o d'avellana.

## Aspectes genètics

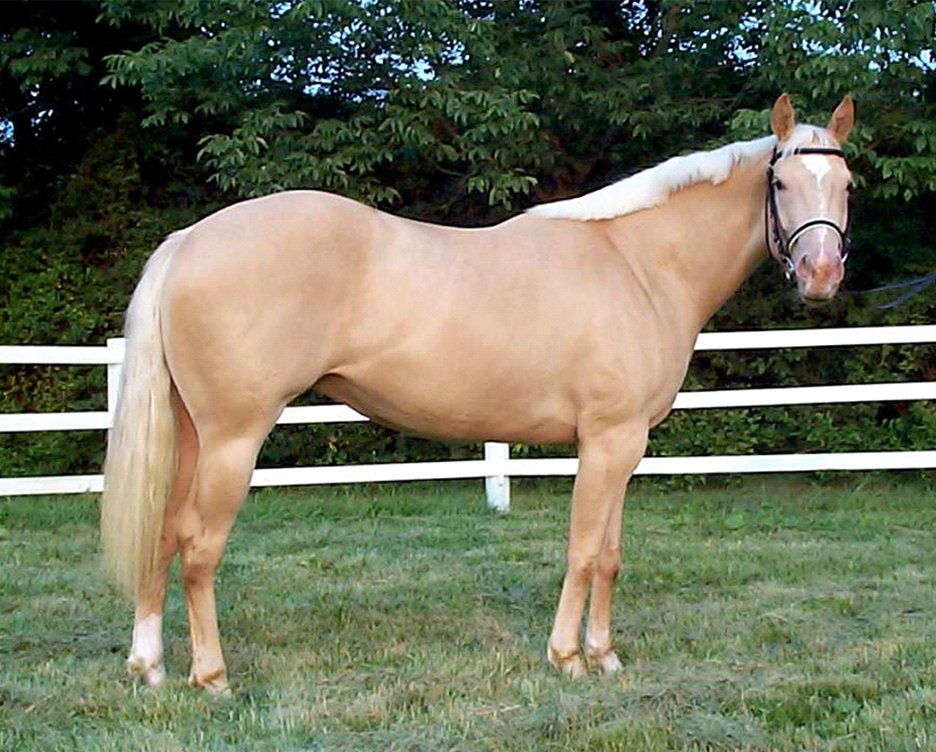
Cavall roig-champagne, en anglès "Gold champagne".S'assembla al palomino però es pot distingir per la pell pigada al musell

El locus champagne es troba en l'exó 2 del gen SLC36A1, ubicat al cromosoma 14 (ECA14). Un polimorfisme nucleòtid simple bescanvia una C per una G a la base 76 (c.188C>G) provocant una mutació "missense".
A diferència d'altres dilucions la pell, els ulls i els pèls dels cavalls champagne són una mostra d'hipomelanisme. A nivell molecular encara no es coneixen els detalls dels pelatges champagne.
Hi ha dos al·lels : ch (al·lel "natural" o "salvatge", recesssiu) i Ch (dominant).
Tres casos són possibles :
- ch/ch; cavalls no diluïts champagne
- Ch/ch; cavalls champagne heterozigòtics
- Ch/Ch; cavalls champagne homozigòtics

La prova d'ADN de verificació de l'existència de dilució champagne detecta la mutació c.188C>mutació G en el gen SLC361.

## Història
La història moderna de la dilució champagne comença amb l'egua Champagne Lady Diane de la raça Tennessee Walking Horse (cavall amblador de Tennessee), nascuda l'any 1969.
Sembla que el gen champagne podia haver estat heretat de la mare, Mack's Golden Girl H. La denominació de champagne entrà en la literatura científica l'any 1996 quan es publicà l'estudi de D.Ph.Sponenberg i A.Bowling. La dilució es presentava com a resultat d'un gen dominant no identificat anomenat champagne (Ch).
El gen fou identificat el 2008 però hi ha referències de la seva existència molt més antigues. L'equa fundadora de la raça American Cream Draft (Cavall de tir americà crema), nasqué al voltant de 1905 a Iowa i era de pelatge roig-champagne. Per la seva descripció i pels seus descendents es demostra que era diluïda champagne.
Hi ha altres referències més antigues. Odriozola cita un treball de Reul (1897) sobre uns cavalls "café au lait, aux crins dorées, du Danemark". Que serien, clarament, champagne.
Una altra referència pot llegir-se a la web de la Palomino Hose Association que cita un llibre editat a Barcelona el 1774. El llibre citaria una mena de cavalls "dorados" que podrien transmetre el pelatge daurat al 100%. Això és possible amb cavalls roig-champagne, però no amb palominos.